# سيغة
ظبي السيغة أو أروس (بالإنجليزية: Saiga antelope)‏ هو نوع من الظباء كان يقطن السهول الأوراسية الواسعة من سفوح الكربات والقوقاز وحتى جونغاريا ومنغوليا، كما عاش في قارة أمريكا الشمالية خلال عصر البلستوسين. أما الآن فلم يعد يوجد ضربه الأساسي - السيغة التتري - إلا في موقع واحد بروسيا (بسهول شمال غرب منطقة القرم) وثلاث مناطق بكازاخستان (جبال الأورال والأوستيورت وصحراء دالا بيتباك)، كما تهاجر بعض الحيوانات من هذه المناطق جنوباً إلى أوزباكستان وأحياناً - خلال الشتاء - تركمانستان. إلا أنه بات منقرضاً الآن في الصين وجنوب غرب منغوليا. وأما تحت نوع السيغة المنغولي فهو لا يقطن سوى غرب منغوليا.

## الانتشار الجغرافي والأخطار

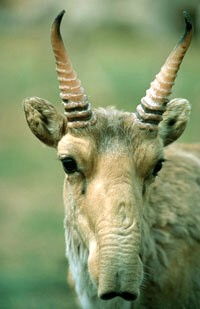
رأس السيغة.

كانت تقطن ظباء السيغة خلال العصر الجليدي أنحاءً واسعة، تمتدُّ من الجزر البريطانية غرباً مروراً عبر وسط آسيا وشرقاً حتى مضيق بيرنغ إلى ألاسكا وأخيراً إقليم يوكون. وقد كانت حيواناتٍ تُميِّز إقليم سيثيا خلال العصور القديمة، وبناءً على وصف المؤرخ سترابو لحيوانٍ سمَّاه «الكولوس» كان «حجمه بين حجم الغزال والخروف»، وقد كان يُظَنُّ خطأ آنذاك أنه يشرب المياه من أنفه. في بداية القرن الثامن عشر كانت ظباء السيغة لا تزال تقطن سواحل البحر الأسود وجبال كاربات، بالإضافة إلى التخوم الشمالية للقوقاز وحتى جونغاريا ومنغوليا.
وبعد انحدارٍ سريعٍ في أعداد هذه الحيوانات وصلت إلى حافَّة الانقراض في العشرينيات، إلا أنها تمكَّنت من التعافي، وقد كان يقطن مليونا رأسٍ منها سهوب أوراسيا بحلول عام 1950.
إلا أن أعدادها عادت للهبوط السريع عقب انهيار الاتحاد السوفياتي، نتيجةً للصيد غير القانوني والحاجة لقرونها للاستعمال في الطب الصيني. وعند نقطة ما حاول بعض جمعيات حماية البيئة - مثل الصندوق العالمي للطبيعة - تشجيع صيادة السيغة بديلاً للقرون التي كانت تُصَطاد لأجلها الكركدنيات.
في الوقت الحاضر فإنَّ ظباء السيغة تواجه مرة أخرى تقلصاً هائلاً في أعدادها، فيقدر أن 95% منها اختفت خلال 15 عاماً، يصنفها الآن الاتحاد العالمي للحفاظ على الطبيعة كنوعٍ معرض للخطر للغاية. يقدر ما تبقَّى منها اليوم بنحو 50,000 رأس، تتوزَّع على منطقة قلميقيا وثلاث مناطق في كازاخستان وومنطقتين معزولتين بمنغوليا، كما لا زالت توجد مجموعة صغيرة منها في منطقة القرم بروسيا تحت تهديدٍ كبير.
لكن في شهر مايو عام 2010 توفي ما يقدر بقرابة 12,000 ظبي سيغة في منطقة الأورال بكازاخستان من أصل النحو 26,000 رأساً التي كانت تقطنها. وتُعزَى هذه الوفيات حالياً إلى داء باستيريلا الطيور، وهو مرض معد يصيب الرئة والأمعاء، ولا زال سبب انتشاره في المنطقة غير معروف. أعادت كازاخستان في شهر نوفمبر عام 2010 سنَّ قانون يمنع صيد السيغة، مدَّدته حتى عام 2021، في محاولةٍ لإنقاذ النوع من الانقراض.

### سواف سنة 2015
خلال شهر مايو من سنة 2015، أخذت أعداد هائلة من هذه الظباء بالنفوق بسبب مرض سوافي مجهول، يُعتقد بأنَّهُ الباستريلا. بلغت نسبة النفوق داخل أي قطيع مصاب 100%، وقُدِّرت نسبة الظباء النافقة بحوالي 40% من إجمالي الجمهرة العالمية. وقد عثر على ما يقارب من 120,000 جيفة في أواخر شهر مايو من السنة سالفة الذكر، من أصل 250,000 رأس تشكل الجمهرة العالمية.
اقترح عالم الأحياء الكازاخي مراد نورشيف أن يكون سبب هذا النفوق هو نفاخ الكرش، إذ لوحظت عوارضه (الانتفاخ، تزبد الفم، والإسهال) في الظباء الميتة. ويقول نورشيف أن هذا المرض ألم بالظباء نتيجة رعيها كمية كبيرة من النباتات سهلة التخمر (الفصة، والنفل، والعنبريس) ممزوجة مع الأعشاب الندية. وخلال شهر مايو المذكور، أعلنت وكالة الأمم المتحدة المعنية بالحفاظ على ظباء السيغا وإكثارها أنَّ ظاهرة النفوق الجماعي قد توقفت. ومع حلول شهر يونيو من سنة 2015، لم يصدر أي تبرير علمي واضح عن ما تسبب في هذا المرض السوافي.

## اقرأ كذلك
- ظبي أسمر